# Don't Worry, Be Happy

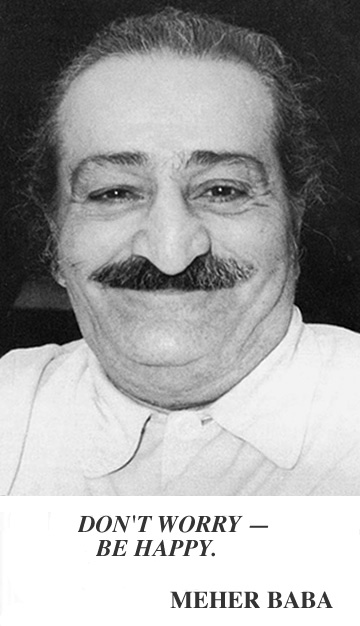
Meher Baba

Don't Worry, Be Happy je nejznámější píseň Bobbyho McFerrina. Vyšla v roce 1988 v albu Simple Pleasures a velmi brzy obsadila přední příčky mnoha hitparád. Bobby McFerrin díky ní získal 3 ceny Grammy – za nejlepší nahrávku roku, nejlepší skladbu roku a nejlepší popový zpěv mezi muži.
Píseň byla inspirována filozofem a náboženským vůdcem indického původu Meherem Babou, který často používal heslo „Don't worry, be happy“. Nahrávka vznikla bez použití hudebních nástrojů, v písni je slyšet pouze hlas Bobbyho McFerrina v osmi různých vrstvách.
Píseň se objevila v několika filmech či televizních seriálech (Spláchnutej – Flushed Away, Simpsonovi či Futurama) a dočkala se mnoha přepracování (například černohorský muzikant Rambo Amadeus sepsal parodii „Don't Happy, Be Worry“, česká ska skupina Tleskač zase v písni „Jóžin z bažin“ spojila hit Bobbyho McFerrina se slavnou písní Ivana Mládka a komik Ruda z Ostravy ji zpíval se svým textem jako "Hepy kurde") a skupina Devítka použila melodii v písni Jdou nohy mý tety.
Na internetu je často mylně označován za interpreta této písně Bob Marley, který však zemřel 11. května 1981, tedy několik let před jejím složením, a nikdy ji tedy zpívat nemohl.